# Чеслав Зберанський

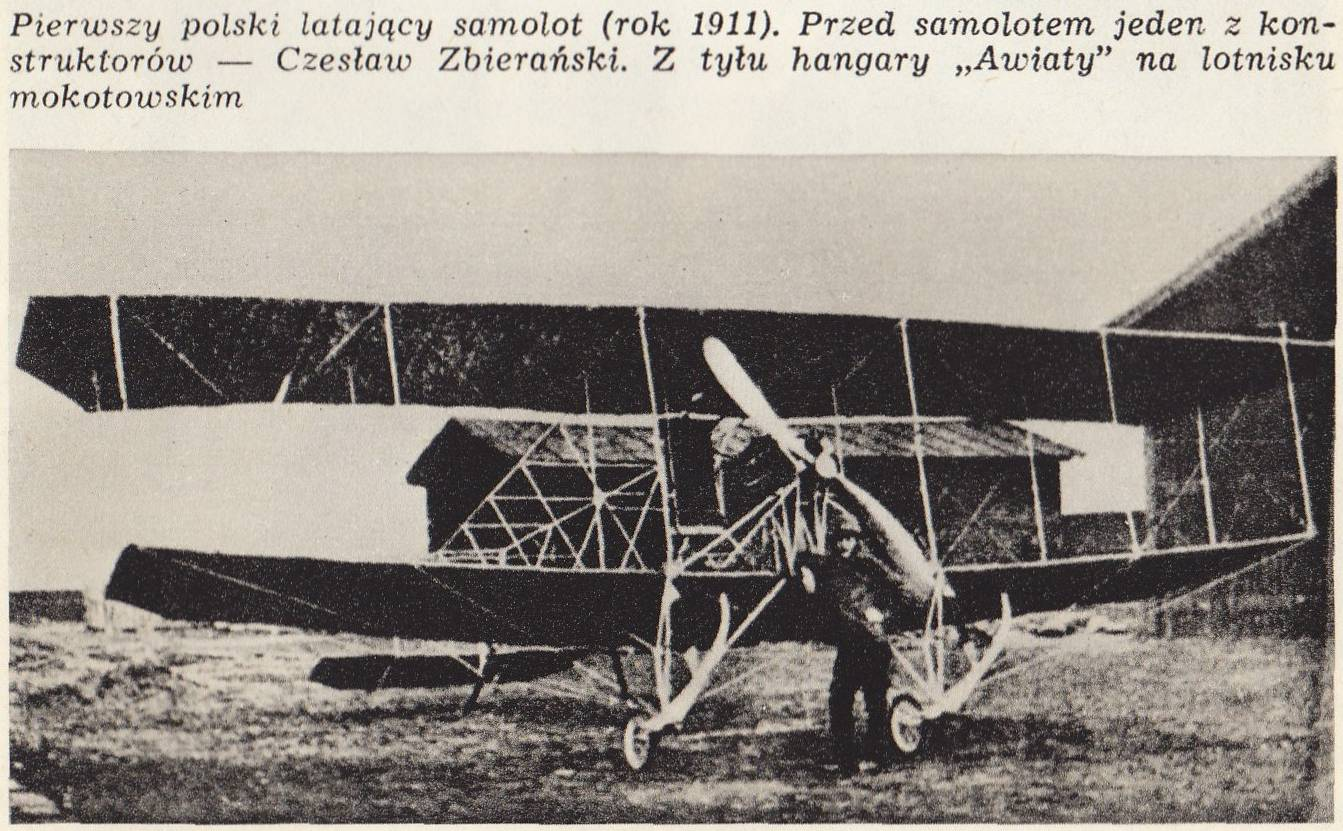
Чеслав Зберанський в аеропорту Мокотув у 1911 році перед першим польським літаком, співконструктором якого був він.

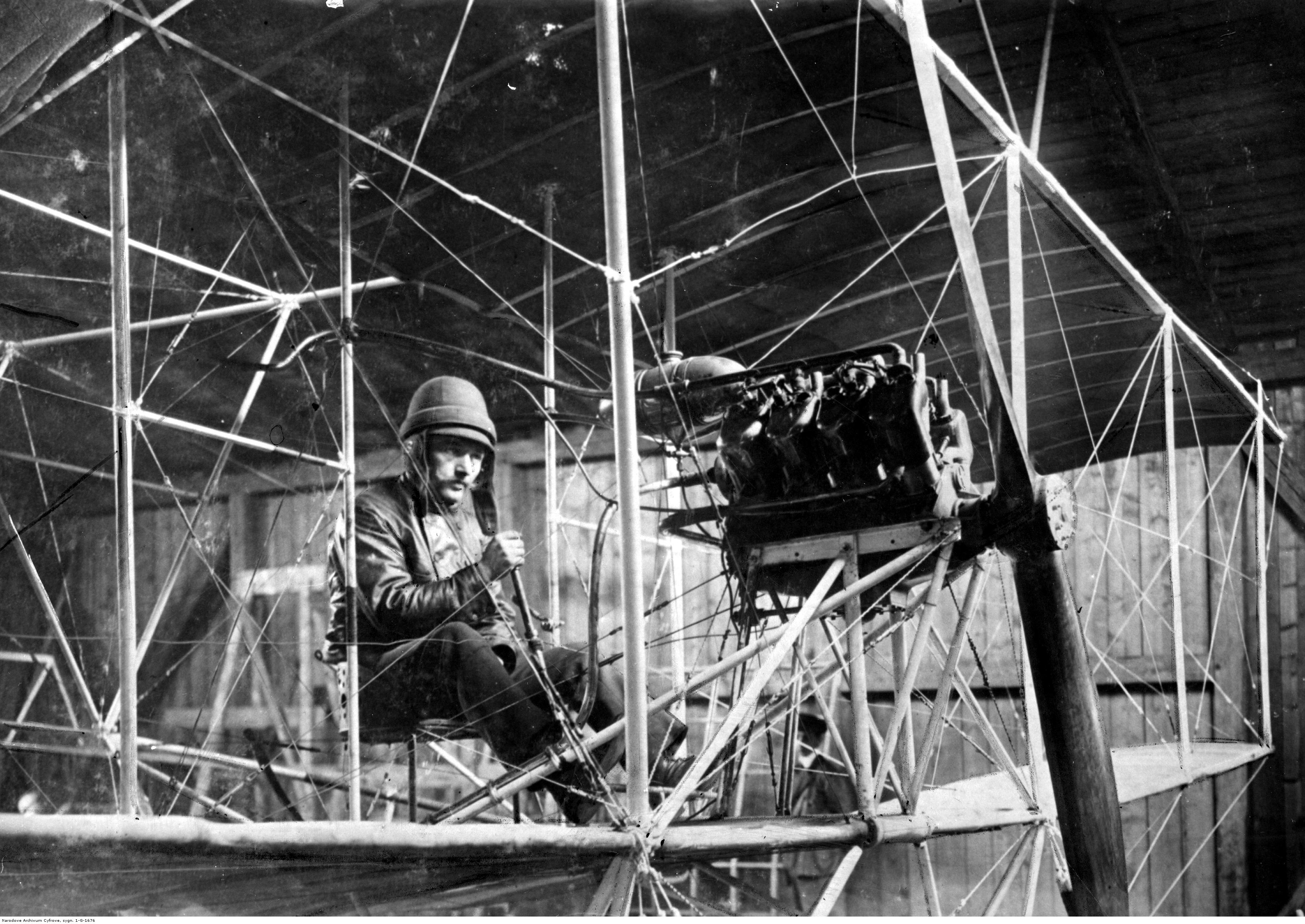
Чеслав Зберанський у своєму літаку.

Чеслав Зберанський (6 грудня 1885 , Варшава  — 31 травня 1982 , Нью-Йорк, Нью-Йорк ) — піонер польської авіації, інженер, авіаконструктор, підпоручик (лейтенант) піхоти Війська Польського.

## Життєпис
Після закінчення Львівської політехніки почав активно розвивати своє захоплення авіацією. Він був співзасновником Гуртка авіаторів, де розпочав початковий дизайн, а потім (разом зі Станіславом Цивінським) будівництво літаків «Зберанський» та «Цивінський». 25 вересня 1911 року літаком керував Міхал Сціпіон дель Кампо, а потім був введений в експлуатацію. Після літака Едмунда Лібанського «Яскулка» це був перший літаючий літак у Королівстві Польському. У 1912 році він подарував свій літак Авіаційній асоціації студентів Львівської політехніки.
За 200 рублів йому вдалося придбати пошкоджений літак «Blériot XI», який розбив під Сікерками француз Грант. Зберанський відремонтував літак і навчився самостійно ним керувати. На момент відкриття курсів лоцманства в Авіаті він продав літак «Blériot XI» і став учасником курсів лоцманства в цьому Товаристві (інструктор Генрик Сеньо), але самостійно не літав.
Під час Першої світової війни служив у Польських Легіонах, Польській Військовій Організації та АвіаціїВійська Польського у Франції.
У Війську Польському служив у 2 відділі Генерального штабу. Був організатором і керівником Гродненського відділення та начальником поста № 5 Литовсько-Білоруського фронту. Під час війни з більшовиками виконував обов'язки начальника оборони фронту . Після закінчення війни був демобілізований.
1 червня 1919 року був перевірений у званні підпоручика (лейтенанта) по старшинству в піхотному офіцерському запасі   . У 1923 році був офіцером запасу 5-го полку піхоти Легіонів у Вільнюсі .
У 1934 році він був приписаний до Офіцерського крайового штабу № І. Це була група офіцерів, які «назавжди залишилися за кордоном» .
У 1920-х роках виробляв автомобілі, мотоцикли, дрезини та слайдери. У 1930 році почав працювати в державній адміністрації. Був старостою Лунінецького повіту, а згодом до вересня 1939 р. старостою Пружанського повіту.
З 1939 був у еміграції (почергово у Франції, Канаді, США). Під час Другої світової війни в 1940 році у Франції організував і очолив Бюро військової промисловості, а пізніше в Канаді займався виробництвом зенітних гармат і технічним наглядом за виробництвом літака «Anson V» для Federal Aircraft Company. 23 липня 1943 року він звернувся до головнокомандувача генерал-лейтенанта Казімежа Соснковського з проханням вступити до Польських Збройних Сил .
Став відомим як співконструктор першого успішного польського літака з частково металевою конструкцією. Був активним діячем польської громади, засновником англомовної книгозбірні бібліотеки Інституту авіації у Варшаві (1962).

## Ордени та нагороди
- Срібний хрест військового ордена Virtuti Militari
- Хрест Незалежності з мечами
- Командорський хрест Ордена Відродження Польщі
- Лицарський хрест Ордена Відродження Польщі (2 травня 1956, нагороджений Президентом Республіки Польща за заслуги в соціальній та незалежній діяльності)[7]
- Хрест Хоробрих — нагороджений чотири рази
- Золотий Хрест Заслуги
- Золотий хрест Ліги протиповітряної та протигазової оборони